# Distretto di Shimoniikawa
Il distretto di Shimoniikawa (下新川郡, Shimoniikawa-gun?) è uno dei distretti della prefettura di Toyama, in Giappone.
Attualmente fanno parte del distretto i comuni di Asahi e Nyūzen.
| Controllo di autorità | VIAF (EN) 260225083 · NDL (EN, JA) 00405925 |